# ريكاردت مادسن
ريكاردت مادسن (بالدنماركية: Ricardt Madsen)‏ (5 نوفمبر 1905 – 7 أغسطس 1993) هو ملاكم دنماركي راحل، مثّل بلاده في الألعاب الأولمبية الصيفية 1928.
ولد في نيوزيلندا وتوفي في كوبنهاغن.
في عام 1928 تم القضاء عليه في الجولة الثانية من فئة الريشة بعد أن خسر معركته لجورج باريو.

## روابط خارجية
ريكاردت مادسن على موقع أوليمبيديا (الإنجليزية)